# Siljefallet
Siljefallet (norska: Silje-saken) inträffade den 15 oktober 1994 då den 5-åriga flickan Silje Marie Redergård i Tiller  utanför Trondheim i Norge menats ha blivit slagen, sparkad och stenad av tre pojkar på 4, 5 respektive 6 år. Pojkarna skulle ha klätt av henne naken och lämnat henne i snön, där hon frös ihjäl. Pojkarna fick genomgå psykologisk utvärdering, då Norges lagstiftning inte tillät bestraffning av personer under 15 år.
I november 2021 publicerades en ny, granskande tv-serie av SVT i samarbete med NRK. I serien uttalar sig ett flertal experter om fallets förundersökning, bland annat experter inom psykologi och rättsmedicin. Samtliga uttrycker stark kritik till hur förhör av de misstänkta barnen varit utformade, att nyckelvittnen inte förhörts, att potentiellt bevismaterial inte analyserats och även till fastställandet av Siljes dödsorsak. Ett av huvudproblemen i förundersökningen var att polisen fick de misstänkta barnen att erkänna mordet och även anordna en presskonferens där fallet uppgavs löst i ett mycket tidigt skede. Först efter detta fick polisen in uppgifter om ett alternativt händelseförlopp med andra potentiella gärningsmän, just denna dokumentation har dock försvunnit från förundersökningen. Polisman och förhörsexpert Asbjørn Rachlew har i samband med produktion av serien granskat förundersökningen och därefter rekommenderat riksåklagare att ta upp fallet i ny prövning. Slutsatsen i fallet har orsakat svåra konsekvenser för de barn som bedömts skyldiga, minst två av dem blev ofrivilligt placerade i familjehem och minst ett av barnen blev själv utsatt för våldsamma övergrepp.

## Följder
Siljefallet var i fokus i en rad uppmärksammade händelser i Sverige och Norge i oktober-november 1994 om våld mellan yngre barn, vissa med dödlig utgång.[källa behövs] En del debattörer pekade ut underhållningsvåld som orsak till mordet på Silje. TV-serier som nämndes var främst Power Rangers, men även Turtles. Andra ansåg att kopplingen till TV-serier var felaktig. En av pojkarna som påståtts ha dödat Silje är[när?] tillbaka i Tiller. Siljes föräldrar fick inte veta detta i förväg. Siljes mor Beathe Redergård fasar för sin reaktion om hon skulle möta mördaren.

## Jämförelser
Fallet har jämförts med mordet på James Bulger 1993.

## Konsekvenser
- TV 3 i Danmark, Norge och Sverige avbröt Power Rangers.[5] Power Rangers återkom dock senare i Sverige, då på senare sändningstid under titeln "ungdomsprogram".[9]
- SVT strök Darkwing Duck från Disneydags,[10] och serien ersattes av Bumbibjörnarna.[11]

### Fotnoter
1. ↑  ”Rights and wrongs: a tale of two killings” (på engelska). Sydney Morning Herald. 23 mars 2010. https://www.smh.com.au/world/rights-and-wrongs-a-tale-of-two-killings-20100322-qr8e.html. Läst 10 juni 2010.
2. ↑  ”Around Europe” (på engelska). International Herald Tribune. 27 oktober 1994. https://archive.org/stream/InternationalHeraldTribune1994FranceEnglish/Oct+27+1994%2C+International+Herald+Tribune%2C+%2334730%2C+France+%28en%29_djvu.txt. Läst 8 september 2008.
3. ↑  Erwin James, Ian MacDougall (20 mars 2010). ”The Norway town that forgave and forgot its child killers” (på engelska). Guardian. https://www.theguardian.com/theguardian/2010/mar/20/norway-town-forgave-child-killers. Läst 19 januari 2017.
4. ↑  Sweden, Sveriges Television AB, Stockholm. ”Dokument inifrån: Fallet Silje”. https://www.svtplay.se/dokument-inifran-fallet-silje. Läst 20 november 2021.
5. 1 2  ”Arkiverade kopian” (på engelska). Desert News. 29 oktober 1994. Arkiverad från originalet den 17 oktober 2013. https://web.archive.org/web/20131017084901/http://www.deseretnews.com/article/382495/NORWAY-PULLS-THE-PLUG-ON-POWER-RANGERS.html. Läst 4 juli 2011.
6. ↑  Byavisa: Fikk ikke vite at Siljes drapsmann er tilbake i byen, läst 10 juni 2010 Arkiverad 27 april 2010 hämtat från the Wayback Machine.
7. ↑  Håkon Boye Bergum och Håkon Boye Bergum (23 mars 2010). ”Frykter å møte datterens drapsmann” (på norska). P4 Norge. http://www.p4.no/nyheter/frykter-a-mote-datterens-drapsmann/artikkel/346710/?sid=1. Läst 10 juni 2010.
8. ↑  Erwin James, Ian MacDougall (20 mars 2010). ”The Norway town that forgave and forgot its child killers” (på engelska). Guardian. https://www.theguardian.com/theguardian/2010/mar/20/norway-town-forgave-child-killers. Läst 10 juni 2010.
9. ↑  ”Argument i repris”. Statens medieråd. 19 mars 1997. sid. 101. Arkiverad från originalet den 6 maj 2018. https://web.archive.org/web/20180506035540/https://statensmedierad.se/download/18.6cd9b89d14fefd0c4f594959/1443167897721/Argument%20i%20repris.pdf. Läst 24 mars 2012.
10. ↑  Johan Rhen (19 mars 1997). ”Darkwing Duck”. Disneyania. https://www.d-zine.se/tv/darkwing.htm. Läst 4 juli 2011.
11. ↑  ”Bumbibjörnarna”. Disneyania. 19 mars 1997. https://www.d-zine.se/tv/bumbi.htm. Läst 4 juli 2011.